# Osterley Park

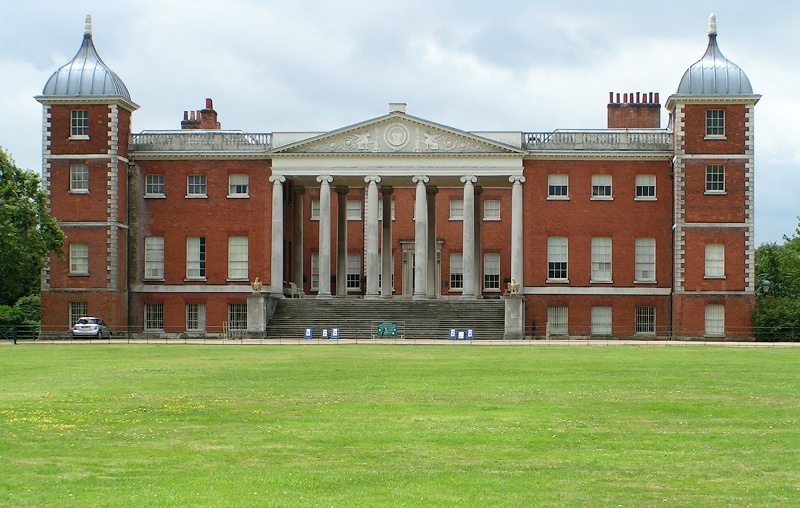
Fachada de Osterley Park.

Osterley Park é um palácio da Inglaterra situado no interior de um grande parque com o mesmo nome. Fica situado, actualmente, nos subúrbios oeste de Londres, mas quando foi construído ficava em pleno campo. Fazia parte de um grupo de grandes casas situadas próximo de Londres, as quais serviam como retiros rurais para família afortunadas, embora não sendo verdadeiros palácios rurais situados em grandes propriedades agrícolas. Entre os palácios deste tipo que sobreviveram incluem-se Syon House e Chiswick House. O parque é um dos maiores espaços abertos da zona Oeste de Londres, embora seja perturbado pela presença da auto-estrada M4, a qual o atravessa. 

## História

### Era Isabelina
O edifício original existente neste local era um solar construído para o banqueiro Sir Thomas Gresham no século XVI. Sabe-se que a Rainha Isabel I o visitou duas vezes. Numa das ocasiões, a soberana sugeriu que uma cerca seria uma boa ideia num determinado lugar, a qual foi erguida de imediato! O bloco do estábulo originário deste período ainda permanece em Osterley Park.

### Os Child e Adam

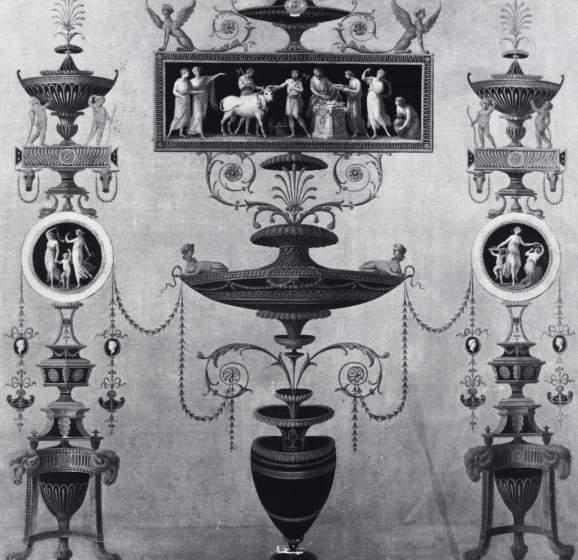
Desenho para uma das paredes do boudoir etrusco em Osterley Park, por Robert Adam.

Dois séculos mais tarde o solar caiu no abandono, quando, como resultado de uma hipoteca, chegou à posse de Sir Francis Child, o líder do "Child's Bank". Em 1761, este contratou  Robert Adam, o qual acabara de emergir como um dos arquitectos mais em moda na Inglaterra, para remodelar o edifício. Quando Sir Francis faleceu, em 1763, o projecto foi continuado pelo seu irmão e herdeiro Robert Child, para quem foram criados os interiores.
O palácio, aproximadamente quadrado, é constituído por tijolo vermelho com detalhes em pedra branca, com torretas nos quatro cantos. O desenho de Adam, o qual incorporou algo da antiga estrutura, é altamente invulgar e difere profundamente, em estilo, da original construção. Um dos lados foi deixado quase aberto e é atravessado por um pórtico jónico com frontão, o qual tem acesso a partir de um largo lanço de escadas e conduz a um pátio central, o qual fica ao nível do piano nobile.
Os interiores neoclássicos de Adam encontram-se entre as suas mais notáveis sequências de salas. Horace Walpole descreveu os desenhos como "dignos da véspera antes da queda". As salas são caracterizadas por trabalhos de estuque elaborados mas contidos, esquemas de cores ricos e altamente variados, e um grau de coordenação entre decoração e mobiliário invulgar nos interiores neoclássicos da Inglaterra. Entre as salas mais notáveis encontra-se o vestíbulo de entrada, o qual possui grandes alcovas semi-circulares em cada extremo, e o boudoir etrusco, o qual Adam disse ter sido inspirado pelos vasos etruscos da colecção de Sir William Hamilton, cujas ilustrações haviam sido recentemente publicadas. Adam também desenhou alguma da mobília, incluindo a opulenta cama de aparato, ainda presente no palácio.

### Depois dos Child
A única filha de Robert Child, Sarah Anne Child, casou com John Fane, 10º Conde de Westmorland em 1782. Quando Child faleceu, dois meses depois, o seu testamento colocou as suas vastas propriedades, incluindo Osterley, em depósito para a sua neta mais velha, Lady Sarah Sophia Fane, que nasceu em 1785. Esta casou com George Child-Villiers, 5º Conde de Jersey, tendo. deste modo, Osterley passado para a família Jersey. George Child-Villiers, 9º Conde de Jersey deu o palácio e muito da propriedade ao Instituto National Trust for Places of Historic Interest or Natural Beauty (Nacional para os Lugares Históricos ou de Beleza Natural) em 1949. Este encontra-se, actualmente, aberto ao público, e contém grande parte da mobília original em excelentes condições. 
No início da Segunda Guerra Mundial, os campos de Osterley Park foram usados para treinar os primeiros membros dos Voluntários de Defesa Local, os quais, mais tarde (1940), se tornaram na  British Home Guard.

## Na cultura popular

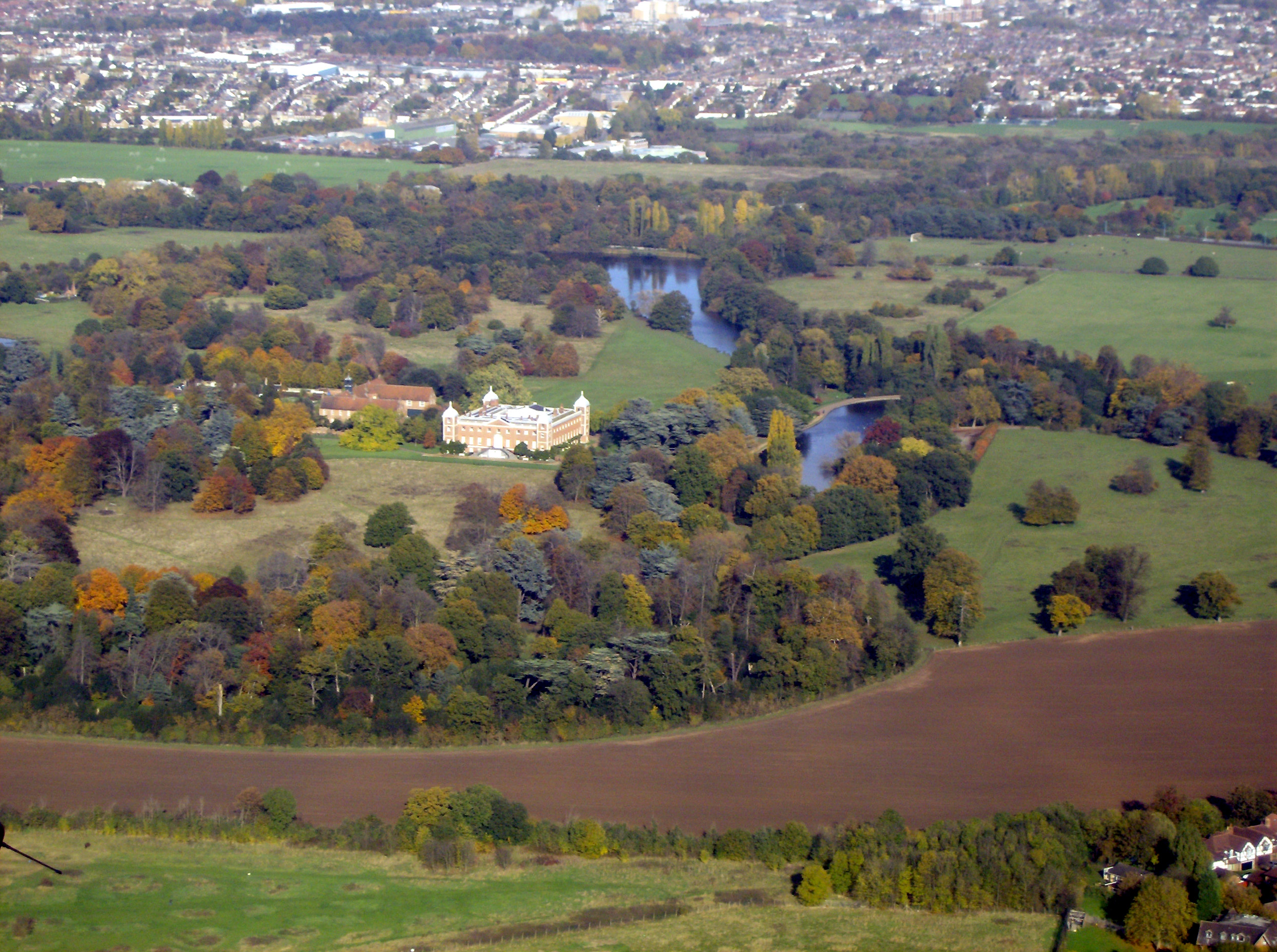
Vista aérea de Osterley Park.

### Televisão
- Em 1973, Osterley Park foi originalmente proposto como local de filmagens da série "Day of the Daleks", inserida no seriado Doctor Who. O nome foi mudado para "Auderley" tanto no programa como na novela que lhe deu origem.
- Em 2007, o vestíbulo de entrada do palácio aparece como uma sala de um hotel de categoria superior no centro de Londres, na adaptação pela ITV de At Bertram's Hotel.

### Música
- Em 1973, um muro no parque foi usado como fundo para a capa do álbum Band on the Run, da banda Wings .

### Cinema
- O filme de 1960 The Grass Is Greener, protagonizado por Cary Grant, Deborah Kerr e Robert Mitchum, foi localizado e parcialmente filmado em Osterley Park.

### Literatura
- Osterley Park é apresentado na novela "The Untouchable", de John Banville.